# Tédia (gens)
A gens Tedia ou Teidia foi uma família plebeia menor em Roma antiga. Apenas alguns membros desta gens são mencionados na história, mas eles haviam alcançado rank senatorial no primeiro século a.C., e Sextus Tedius Valerius Catullus atingiu o consulado em 31 d.C. Outros Tedii são conhecidos a partir de inscrições.

## Origem
Chase classifica o nomen Teidius entre aqueles gentilicia que não se originaram em Roma, mas de uma das línguas itálicas do norte, faladas na Úmbria, Piceno, Sabino, ou nas partes do sul de Lácio, embora ele não possa ser mais específico quanto à sua origem. A grafia Tedius é mais comum no geral, mas Teidius é a forma usual encontrada em inscrições de Samnium, enquanto ambas as formas aparecem em Vêneto e Histria.

## Prenomes
Os principais praenomina dos Tedii eram Quintus e Sextus, ambos comuns ao longo da história romana, após os quais usaram outros nomes comuns, incluindo Aulus, Gaius, Lucius, Marcus e Publius. Nas filiações encontramos o menos comum Manius, junto com Spurius, que havia sido um praenome comum, mas que por tempos imperiais havia caído em desuso, sendo tipicamente usado para as filiações de aqueles nascidos fora do casamento, exceto em famílias que tradicionalmente o usavam como praenome.

## Membros
- Publius Teidius P. f., um sacerdote nomeado junto com Lucius Furius Crassipes, talvez o mesmo Crassipes que foi governador da Macedônia em uma data incerta, em uma inscrição de Samotrácia, datando do segundo século a.C., ou da primeira metade do primeiro.[3]
- Sextus Tedius, um senador romano, entregou o corpo de Publius Clodius Pulcher a Roma, após a morte deste em uma briga com os servos de Titus Annius Milo em 52 a.C.[4]
- Lucius Teidius L. f., nomeado em uma inscrição sepulcral de Beneventum em Samnium, datando da parte média do primeiro século a.C.[5]
- Tedius Afer, consul elect na época do Segundo Triunvirato, criticou severamente uma ação de Octaviano, que em resposta o ameaçou de tal forma que Tedius tirou a própria vida.[6]
- Teidia Sex. f., nomeada em uma inscrição sepulcral de Roma, datando da segunda metade do primeiro século a.C., junto com seu marido, Licinus, e seu filho, Capito.[7]
- Aulus Teidius, um dos duumvirs em Buthrotum na Macedônia em algum momento durante o reinado de Augusto.[8]
- Quintus Tedius, um amigo de Augusto, infame pelos excessos de seu estilo de vida.[9]
- Tedia Q. f. Marcella, nomeada em uma inscrição sepulcral de Piquentum em Vêneto e Histria, datando do primeiro quarto do primeiro século.[10]
- Tedia Prima, enterrada em Piquentum, em um túmulo datando do primeiro quarto do primeiro século.[11]
- Tedia Sp. f. Procula, junto com o liberto Tiberius Barbius Verio Liberalis, construiu um sepulcro em Aquileia em Vêneto e Histria, datando do primeiro quarto do primeiro século.[12]
- Teidia Sex. l., uma liberta, foi uma obstetrix, ou parteira, nomeada junto com o liberto Sextus Teidius Anteros, em uma inscrição de Roma, datando da primeira metade do primeiro século.[13]
- Sextus Teidius Sex. l. Anteros, um liberto nomeado junto com a parteira Teidia em uma inscrição de Roma, datando da primeira metade do primeiro século.[13]
- Quintus Teidius Donatus, junto com Teidia Zosima, dedicou um túmulo em Tergeste em Vêneto e Histria para seu filho, Teidius Eulimenus, datando da primeira metade do primeiro século.[14]
- Teidius Q. f. Eulimenus, enterrado em Tergeste, em um túmulo construído por seus pais, Quintus Teidius Donatus e Teidia Zosima, datando da primeira metade do primeiro século.[14]
- Sextus Tedius Ɔ. l. Felix, um liberto, nomeado junto com a liberta Tedia Fortunata, em uma inscrição de Cora em Lácio, datando da primeira metade do primeiro século.[15]
- Tedia Sex. f. Fortunata, uma liberta, nomeada junto com o liberto Sextus Tedius Felix, em uma inscrição de Cora, datando da primeira metade do primeiro século.[15]
- Tedia Ɔ. l. Leucas, uma liberta, construiu um sepulcro familiar em Roma, datando da primeira metade do primeiro século, para seu marido, o liberto Gaius Julius Hyescus, e sua liberta, Helpis.[16]
- Gaius Teidius C. l. Philomusus, um liberto enterrado em Interpromium em Samnium, em um túmulo datando da primeira metade do primeiro século a.C.[17]
- Teidia Zosima, junto com Quintus Teidius Donatus, dedicou um túmulo em Tergeste, datando da primeira metade do primeiro século, para seu filho, Teidius Eulimenus.[14]
- Quintus Tedius Ɔ. l. Germullus, um liberto mencionado em uma inscrição de Roma, datando de 28 e 29 d.C.[18]
- Sextus Tedius L. f. Valerius Catullus,[i] consul suffectus do Kalends de maio ao Kalends de outubro em 31 d.C.; seu colega foi Faustus Cornelius Sulla. Acredita-se que ele tenha sido filho de Lucius Valerius Catullus, um pontífice, mas foi adotado por um senador chamado Sextus Tedius.[19][20]
- Tedia Felicula, fez uma doação de seis potes em Roma, em algum momento entre a morte de Augusto e a metade do primeiro século.[21]
- Quintus Tedius Q. l. Nomentinus, nomeado em uma inscrição sepulcral do primeiro século de Roma.[22]
- Tedia Hedones, uma amiga de Camaronia Plecusa, uma liberta que construiu um sepulcro em Aquileia, datando da metade do primeiro século, para vários libertos e sua amiga, Tedia.[23]
- Tedia Salbilla, construiu um túmulo em Luna em Etrúria, para sua filha, Eppia Demetrias, datando entre a metade do primeiro século e o início do segundo século.[24]
- Tedia Grapte, dedicou um túmulo em Roma para seu marido, Atticianus, um medicus, ou médico, de quarenta e dois anos, datando do reinado de Domiciano, junto com o amigo de seu marido, Fructus, o irmão, Philetus, e o filho, Lesbius.[25]
- Quintus Tedius Firmus, dedicou um monumento do final do primeiro século em Theveste em África Proconsularis para sua esposa, Julia Lycoris.[26]
- Marcus Tedius Sabinus, enterrado em Ricina em Piceno, de trinta anos, em um túmulo do primeiro ou segundo século construído por sua esposa, Decimia Sabina.[27]
- Gaius Tedius Salutaris, fez uma doação para o culto de Júpiter em Pisaurum em Úmbria, em algum momento entre os reinados de Nerva e Antoninus Pius.[28]
- Quintus Tedius Rivus, um dos duumvirs em Puteoli em Campânia durante o início do segundo século.[29]
- Gaius Tedius Proculus, um nativo de Butrium em Gália Cisalpina, foi um optio na sexta coorte da Guarda Pretoriana, servindo na centúria de Priscus, em 143 d.C.[30]
- Tedia Crescentina, dedicou um túmulo do segundo século em Parma em Gália Cisalpina para seu marido e filha, cujos nomes foram perdidos. Seu marido viveu quarenta e cinco anos, seis meses e vinte e três dias; sua filha dezessete anos, seis meses e dezessete dias.[31]
- Quintus Tedius Ɔ. l. Euhemerus, um liberto, junto com seu filho, Quintus Tedius Fortunatus, construiu um túmulo do segundo século em Corfinium em Samnium para Tedia Fortunata, sua esposa de quarenta anos.[32][33]
- Tedia Fortunata, a esposa de Quintus Tedius Euhemerus, com quem esteve casada por quarenta anos, e mãe de Quintus Tedius Fortunatus. Pai e filho construíram um túmulo do segundo século em Corfinium para Fortunata.[32]
- Quintus Tedius Ɔ. l. Fortunatus, um liberto, e o filho de Quintus Tedius Euhemerus, com quem construiu um túmulo do segundo século em Corfinium para sua mãe, Tedia Fortunata.[32][33]
- Quintus Tedius Gallus, filho adotivo de Lucius Caninius Felix, para quem construiu um túmulo do segundo século em Roma, junto com Caninia Calliste, a esposa, e talvez liberta, de Caninius.[34]
- Quintus Tedius Maximus, fez uma oferta a Júpiter Óptimo Máximo em Heliópolis na Síria, datando do reinado de Antoninus Pius. Ele provavelmente deve ser identificado com o Quintus Tedius Maximus que fez uma oferta semelhante em data desconhecida em Atenas.[35]
- Quintus Tedius, enterrado em um túmulo do final do segundo século em Theveste.[36]
- Sextus Tedius Priscus, um homem de rank edilício, nomeado em uma inscrição de Canusium em Apúlia, datando de 223 d.C.[37]

### Tedii sem data
- Teidius, talvez o mestre de um escravo chamado Turpio, nomeado em uma inscrição de Atria em Vêneto e Histria.[38]
- Teidius M. f., nomeado em uma inscrição de Atria.[39]
- Quintus Tedius, nomeado em uma inscrição de bronze de Mediolanum em Gália Narbonense, junto com Primus, um escravo.[40]
- Quintus Teidius M'. l., um liberto nomeado em uma inscrição de Atria.[41]
- Sextus Tedius Sex. f., nomeado em uma inscrição de Roma.[42]
- Quintus Tedius Antiochus, nomeado em uma inscrição sepulcral de Roma.[43]
- Aulus Tedius A. f. Au[...], um prefeito de tipo incerto, enterrado em Siracusa em Sicília.[44]
- Teidia L. l. Caesia, uma liberta nomeada em uma inscrição de Atria.[45]
- Tedia Crispina, nomeada em uma inscrição de Aquileia.[46]
- Teidia Sex. l. Dora, uma liberta enterrada em Roma, junto com a liberta Junia Gnome, em um túmulo construído por Marcus Junius Nereus.[47]
- Tedia Felicula, dedicou um túmulo em Roma para seu marido, o liberto Aulus Fabius Faustus.[48]
- Quintus Teidius Q. l. Hil[...], um liberto nomeado em uma inscrição de Atria.[49]
- Teidia Hilara, uma liberta nomeada em uma inscrição sepulcral de Tergeste, junto com o liberto Quintus Teidius Sodala.[50]
- Tedia Ɔ. l. Jucunda, uma liberta nomeada em uma inscrição de Atria.[51]
- Quintus Tedius Maximus, fez uma oferta a Júpiter Óptimo Máximo, Vênus, e Mercúrio em Atenas em Acaia.[52]
- Tedia Nice, dedicou um túmulo em Roma para seu marido, Titus Pascellius Thelgontis, junto com seu filho, Titus Pascellius Moderatus.[53]
- Teidia M. l. Phi[...], uma liberta enterrada no local atual de Pietradefusi, anteriormente parte de Samnium, junto com o liberto Numisius A[...].[54]
- Teidia M. l. Prima, uma liberta nomeada em uma inscrição de Atria.[55]
- Tedia Pudentilla, a esposa de Decimus Laberius Eleuther, com quem dedicou um túmulo em Roma para seu filho, Decimus Laberius Pudens, de nove anos, nove meses e vinte e um dias.[56]
- Quintus Teidius Q. l. Sodala, um liberto nomeado em uma inscrição de Tergeste, junto com a liberta Teidia Hilara.[50]
- Tedius Tertius, nomeado em uma inscrição de Roma, junto com Marcia Gnome e Sillia Fausta.[57]
- Publius Tedius Sp. f. Valens, um nativo de Tergeste, e um signifer, ou porta-estandarte, na Legio IV Flavia Felix, enterrado em Parentium, em Vêneto e Histria.[58]
- Quintus Tedius Victor, fez uma oferta aos deuses em Theveste.[59]